# Dasypus septemcinctus
Dasypus septemcinctus là một loài động vật có vú trong họ Dasypodidae, bộ Cingulata. Loài này được Linnaeus mô tả năm 1758.